# Jean d'Arras
Jean d’Arras est un écrivain français de la fin du XIVe siècle né à Cambrai et mort à Mons, auteur de la première version écrite, un roman en prose, de la légende de la fée Mélusine, fondatrice de la famille des Lusignan.

## Biographie
Jean d’Arras reste mal connu : il est de l’entourage du duc de Berry et pourrait avoir été un libraire-relieur travaillant à son service. Il enseigna la philosophie à l'université de Douai et la théologie à Saint-Omer[réf. nécessaire].
Il compose son roman en 1392-1394, à la demande du duc Jean de Berry et de sa sœur Marie de France, duchesse de Bar.
Mélusine ou la noble histoire de Lusignan est à la fois un récit merveilleux, basé sur le thème des amours de la fée serpente et d'un mortel ; un roman chevaleresque écrit pour l’éducation des princes ; et le roman généalogique de la famille des Lusignan, dotée d'ancêtres mythiques et fabuleux.
La composition du roman à la fin du XIVe siècle est l’une des façons d’affirmer la légitimité de Jean de Berry sur le comté, en se revendiquant héritier des Lusignan.